# Rosina Lajo Pérez
Rosina Lajo Pérez   (Valladolid, 1931 - 10 d'agost de 2022) fou una pedagoga i política catalana d'origen castellà establerta a Girona.

## Trajectòria
El 1954 es va llicenciar en filosofia i lletres per la Universitat de Valladolid i es va casar amb Joan Dolerà. Va marxar amb el seu marit a Catalunya i el 1960 es va establir a Girona, on va treballar com a professora de geografia i història a l'IES Jaume Vicens Vives de Girona, dirigit aleshores per Santiago Sobrequés i Vidal, fins que es va jubilar el 1997. Va participar activament en la política cultural de Girona i va formar part de la llista del PSC-PSOE per la província de Girona a les eleccions generals espanyoles de 1977, però el juliol de 1978 fou substituïda per Lluís Sacrest i Villegas. Posteriorment continuà dedicant-se a l'ensenyament fins a la jubilació. Fou directora de l'IES Jaume Vicens Vives de 1993 a 1997.

## Obres
- Lèxic d'art (1993)
- La constitución española de 1978 (1983)